# Carol Schlosberg
Carol Schlosberg (Newton, 14 de junio de 1957-Puerto Escondido, 29 de marzo de 1998) fue una pintora estadounidense. Fue instructora de arte en la Universidad de Yale, donde obtuvo su Maestría en Bellas Artes en 1992.
Durante su breve carrera, fue conocida por obras abstractas que han sido descritas como "texturizadas, abstractas, a veces geométricas, a veces de forma libre". Su carrera se vio truncada cuando fue asesinada durante un viaje de vacaciones a México en 1998.

## Biografía

### Primeros años
Schlosberg inicialmente estudió pintura en la Universidad de Arte de Monserrat en Beverly, Massachusetts, donde sus maestros incluyeron al pintor George Gabin. En 1989 recibió una beca para estudiar en la Escuela de Verano de Música y Arte de Yale Norfolk en Norfolk, Connecticut. Posteriormente, obtuvo un título de posgrado en la Universidad de Yale, donde estudió con William Bailey, Gregory Amernoff, Andrew Forge, Natalie Charkow y Richard Lytle. Schlosberg obtuvo un MFA de Yale en 1992. Después de sus estudios, expuso en toda la región.

### Asesinato
El 29 de marzo de 1998, Schlosberg fue asesinada mientras estaba de vacaciones en la ciudad turística de Puerto Escondido, Oaxaca. Su asesinato fue uno de los más publicitados de un estadounidense en México de su época. The New York Times describió el asesinato como parte de una "epidemia delictiva" que arrasaba México. Fue objeto de un reportaje en el programa de noticias de la televisión ABC "20/20" el 27 de abril de 1998.
Dos hombres, "un trabajador de la construcción mexicano con una condena previa por violar a una turista extranjera" y el otro "un vagabundo" fueron condenados por su asesinato.
Después de su muerte, su vida y carrera artística fueron reconocidas por la Universidad de Arte de Monserrat, que nombró a la Galería Carol Schlosberg en su honor.